# Leo Reise junior
Leo Charles Reise junior (* 7. Juni 1922 in Stoney Creek, Ontario; † 26. Juli 2015 in Hamilton, Ontario) war ein kanadischer Eishockeyspieler, der im Verlauf seiner aktiven Karriere zwischen 1941 und 1955 unter anderem 546 Spiele für die Chicago Black Hawks, Detroit Red Wings und New York Rangers in der National Hockey League auf der Position des Verteidigers bestritten hat. In Diensten der Detroit Red Wings gewann Reise in den Jahren 1950 und 1952 jeweils den Stanley Cup. Darüber hinaus wurde er während seiner neun Spielzeiten in der Liga zweimal ins NHL Second All-Star Team berufen und nahm viermal am NHL All-Star Game teil.
Bereits sein Vater Leo Reise senior (1892–1975) war professioneller Eishockeyspieler und absolvierte in acht Spieljahren über 220 Einsätze für die Hamilton Tigers, New York Americans und New York Rangers in der National Hockey League. Mit dem NHL-Debüt seines Sohnes bildeten die beiden das erste Vater-Sohn-Gespann, das es zu Einsätzen in der Liga brachte.

## Karriere
Reise wurde in eine Eishockeyfamilie hinein geboren, da sein Vater während seiner Kindheit als Profi unter anderem in der National Hockey League und International Hockey League aktiv war. Er selbst spielte ab 1939 zwei Jahre lang für die Brantford Lions in einer Unterklasse der Ontario Hockey Association und nahm in beiden Jahren mit der Mannschaft am Memorial Cup teil. Mit Beginn der Spielzeit 1941/42 ging der Verteidiger für die in der Oberklasse der OHA angesiedelten Guelph Biltmores aufs Eis, ehe sein Weg in die NHL im Jahr 1942 jäh unterbrochen wurde. Der 20-Jährige wurde von der Royal Canadian Navy rekrutiert und leistete über drei Jahre bis 1945 aufgrund des Zweiten Weltkriegs seinen Militärdienst ab. Derweil spielte er für die Teams der Militärbasen in Winnipeg, Halifax und Victoria.
Nach Kriegsende wechselte der Abwehrspieler schließlich in den Profibereich. Er verbrachte seine ersten eineinhalb Profispielzeiten zunächst aufgeteilt bei den Kansas City Pla-Mors in der United States Hockey League, mit denen er 1946 die erstmals ausgespielte Meisterschaft der Liga gewann, und den Chicago Black Hawks aus der National Hockey League. Bei seinem NHL-Debüt wurde er gemeinsam mit seinem Vater das erste Vater-Sohn-Gespann, das in der NHL zu Einsätzen gekommen war. Im Dezember 1946 erfolgte nach insgesamt 23 punktlosen NHL-Einsätzen für Chicago der Wechsel zu den Detroit Red Wings. Mit ihm wechselte auch Pete Horeck dorthin, während die Black Hawks als Kompensation die Spieler Adam Brown und Ray Powell erhielten. Nach leichten Anlaufschwierigkeiten in Detroit und Einsätzen für das Farmteam Indianapolis Capitals in der American Hockey League entwickelte sich Reise in den folgenden Jahren zu einem wichtigen Bestandteil des Kaders. Ab der Saison 1949/50 gehörte der Kanadier zu den besten Defensivspielern der Liga. Er gewann mit den Red Wings am Ende der Stanley-Cup-Playoffs 1950 die gleichnamige Trophäe, woran er durch seinen Siegtreffer in der dritten Verlängerung des siebten Spiels der Halbfinalserie gegen den amtierenden Meister Toronto Maple Leafs maßgeblichen Anteil hatte. Zudem wurde er erstmals ins NHL Second All-Star Team berufen, eine weitere Nominierung erfolgte im Spieljahr darauf. Im Jahr 1952 gewann er seinen zweiten Stanley Cup mit Detroit. Darüber hinaus standen bis zum Sommer 1952 zwei Teilnahmen am NHL All-Star Game zu Buche, allerdings jeweils als Mitglied des amtierenden Meisters.
Im August 1952 kam Reises erfolgreiche Zeit bei den Red Wings nach fast sechs Jahren zu einem Ende, als er im Tausch für Reg Sinclair und John Morrison zu den New York Rangers transferiert wurde. Für diese hatte bereits sein Vater zum Anfang der 1930er-Jahre 18 Partien bestritten. Bei den Rangers ließ Reise seine Karriere schließlich über zwei Spielzeiten in der NHL ausklingen, erhielt während dieser Zeit aber in den Jahren 1952 und 1953 noch zwei weitere Einladungen zum All-Star-Spiel. Zu Beginn der Saison 1954/55 kehrte er der NHL vollends den Rücken und absolvierte noch einige Spiele für die Owen Sound Mercurys in der OHA, ehe er seine aktive Karriere im Sommer 1955 im Alter von 33 Jahren für beendet erklärte.
Nach seinem Karriereende gründete Reise eine erfolgreiche Klempnerei und studierte zeitweise. Er verstarb schließlich im Juli 2015 im Alter von 93 Jahren nach einem langjährigen Kampf gegen den Krebs in seiner Wahlheimat Hamilton in der Provinz Ontario.

## Erfolge und Auszeichnungen
| - 1946 USHL-Meisterschaft mit den Kansas City Pla-Mors - 1946 USHL First All-Star Team - 1950 Stanley-Cup-Gewinn mit den Detroit Red Wings - 1950 NHL Second All-Star Team - 1950 Teilnahme am NHL All-Star Game | - 1951 NHL Second All-Star Team - 1951 Teilnahme am NHL All-Star Game - 1952 Stanley-Cup-Gewinn mit den Detroit Red Wings - 1952 Teilnahme am NHL All-Star Game - 1953 Teilnahme am NHL All-Star Game |

## Karrierestatistik
(Legende zur Spielerstatistik: Sp oder GP = absolvierte Spiele; T oder G = erzielte Tore; V oder A = erzielte Assists; Pkt oder Pts = erzielte Scorerpunkte; SM oder PIM = erhaltene Strafminuten; +/− = Plus/Minus-Bilanz; PP = erzielte Überzahltore; SH = erzielte Unterzahltore; GW = erzielte Siegtore; 1 Play-downs/Relegation; Kursiv: Statistik nicht vollständig)